# ボルト (バレエ)
『ボルト』 （原題: Болт, 英: The Bolt） 作品27は、ドミトリィ・ショスタコーヴィチ作曲のバレエ作品。ソ連の官僚主義者たちを諷刺した内容の作品。初演の後、2006年にアレクセイ・ラトマンスキーの改訂振付のもとにボリショイ劇場で蘇演されるまでの間、70年以上にわたって再演されることはなかった。バレエ興行としては失敗に終わったものの、作品に使用された楽曲の評価は高く、後に組曲に編曲がなされた。

## 概要
- 脚本：ウラジーミル・スミルノフ
- 振付：フョードル・ロプホフ
- 指揮：アレクサンドル・ガウク
- 初演：1931年4月8日、レニングラード・キーロフ劇場

## あらすじ
怠惰で大酒飲みの労働者レーンカ・グールバは、その性格のために勤めていた工場から解雇され、そのことに対する復讐を企む。そんな折、若い見習労働者のゴーシュカが機械の中にねじ（ボルト）を差し込んで機械を壊してしまう。守衛達は、グールバの密告によって無関係な共産主義者の若者ボリスを捕らえる。やがて事態を理解したゴーシュカは罪を悔いて工場長らにすべてを告白する。ボリスは釈放され、陰謀を暴かれたグールバが代わって逮捕される。

## 編曲
1931年に『ボルト』の作中で用いられた楽曲のうち8曲が抜粋され、組曲に編曲された（作品27a）。この組曲は、1933年1月17日に アレクサンドル・ガウク指揮、レニングラード・フィルハーモニー交響楽団演奏により初演されている。現在、演奏会などで取り上げられるのはこの組曲版が多い。
また、1934年には27aの組曲からさらに6曲を抜粋、一部の曲の題名変更を含む大幅な変更のなされた組曲版が作られた。

### 組曲版の曲構成
題名は1931年版が基本であり、括弧内に1934年版を併記。
1. 序曲
2. 官僚の踊り（ポルカ）
3. 荷馬車引きの踊り（変奏）
4. コゼルコフの踊りと彼の友人たち（タンゴ）
5. 破壊者（間奏曲）
6. 植民地の女奴隷の踊り（1934年版には無し）
7. 調停者（1934年版には無し）
8. フィナーレの踊りと大団円

## 楽器編成
- ピッコロ
- フルート 2
- オーボエ 2
- コーラングレ
- クラリネット 2
- 小クラリネット
- バスクラリネット
- ファゴット
- コントラファゴット
- ホルン 6
- トランペット 3
- トロンボーン 3
- チューバ
- バンダ（小規模アンサンブル、終楽章のみ）
  - コルネット（E♭管）
  - コルネット（B♭管） 2
  - トランペット 2
  - アルト 2
  - テナー 2
  - バリトン 2
  - バス 2

※下4つは、該当する音域のチューバやユーフォニアムが用いられる。
- ティンパニ
- トライアングル
- タンバリン
- スネアドラム
- シンバル
- バスドラム
- タムタム
- グロッケンシュピール
- シロフォン
- 第1ヴァイオリン
- 第2ヴァイオリン
- ヴィオラ
- チェロ
- コントラバス